# Corel Photo-Paint
Corel Photo-Paint (eigene Schreibweise: Corel PHOTO-PAINT) ist ein Bildbearbeitungsprogramm zur Bearbeitung von Rastergrafiken. Hersteller ist das Unternehmen Corel Inc., ein Softwareunternehmen mit Hauptsitz in Ottawa (Kanada).
Das Programm wird nicht einzeln verkauft, sondern ist Bestandteil der CorelDraw Graphics Suite oder von CorelDraw Essentials. Die aktuelle Version ist Corel Photo-Paint 2021, das entspricht der Version 23. Photo-Paint ist ein Bildbearbeitungsprogramm mit professionellem Anspruch. Es wird für die Bildoptimierung, für Spezialeffekte und Bildmontagen genutzt.
Photo-Paint hat keinen großen Marktanteil, ist aber im Druckvorstufenbereich mit Adobe Photoshop vergleichbar. So besitzt Photo-Paint ebenfalls eine voll funktionsfähige CMYK-Unterstützung mit Farbmanagement als Voraussetzung für die Umsetzung im Vierfarbdruckbereich. Auf der einen Seite war jede neue Version von Photo-Paint bemüht, mit den Fähigkeiten von Photoshop und dessen Werkzeugen gleichzuziehen, auf der anderen Seite erschienen mit Photo-Paint auch Neuerungen, beispielsweise an einer Kurve orientierten Text, zwei Jahre, bevor auch Photoshop diese Funktion anbot.
Da nahezu alle Bearbeitungsfunktionen und Effekte in beiden Programmen mittlerweile identisch sind, können die neueren Versionen die aus dem gleichen Jahr stammenden Photoshop-Dateien (mit den Endungen PSD) unter Beibehaltung aller Ebenen (bei Photo-Paint „Objekte“ genannt) öffnen und auch als solche wieder speichern.
In der Version X5 ist das Farbmanagement vollständig neu programmiert worden und entspricht seither dem weltweiten Industriestandard. Dies führt teilweise zu Farbunterschieden beim Bearbeiten von Dateien aus vorherigen Versionen.
Photo-Paint kann durch photoshopkompatible Plugins erweitert werden. Bis Version 2020 gab es neben der 64-Bit- auch eine 32-Bit-Variante in der CorelDRAW Graphics Suite für Windows, mit der sich alte 32-Bit-Plugins einbinden ließen.

## Automatisierung durch Scripte
Wie CorelDraw bietet auch Photo-Paint die Möglichkeit, mit Programmiersprachen die Funktionalität zu erweitern. Zum einen kann unter Windows seit der Version 9 Visual Basic for Applications genutzt werden, zum anderen die Corel-eigene Programmiersprache Corel Script, die jedoch seit der Version 9 nicht mehr dokumentiert ist und ein BASIC-Dialekt ist. Bis dahin gab es auch einen eigenen Script-Editor mit einer ausführlichen Hilfe zu allen Befehlen. In der seit Version 2019 erhältlichen, nativen macOS-Variante ist wie unter Windows JavaScript enthalten.
Zeichnet man in Photo-Paint mit dem enthaltenen Rekorder eine Befehlskette auf und speichert diese ab, so kann man diese Datei problemlos mit einem Texteditor öffnen und bearbeiten.
Diese Scripte lassen sich dann auch in die Stapelverarbeitung von Photo-Paint integrieren und somit auf viele Bilder anwenden. Ein mit Corel Script oder JavaScript aufgezeichnetes Script lässt sich auch plattformübergreifend nutzen. Das gilt naturgemäß nicht für VBA-Scripts.

## Versionen für Nicht-Windows-Plattformen
- Version 9 stellte Corel Inc. für Linux als Freeware bereit; allerdings handelt es sich bei dieser Linux-Fassung um keine vollwertige Portierung, weil sie mit dem Emulator Wine umgesetzt wurde.
- Von der Version 12 bis zum Jahr 2018 bot Corel keine Version für Macintosh an. Seit Photo-Paint 2019 gibt es parallel zur Windows-Version eine versionsgleiche, native macOS-Version von Photo-Paint mit der macOS-typischen Oberfläche. Der Funktionsumfang ist praktisch identisch.

## Dateiformat CPT
Corel Photo-Paint bietet das proprietäre Dateiformat CPT mit der Endung .cpt an. Bis Version 6 handelt es sich dabei um TIFF-Dateien. Bei höheren Versionen können die Dateien nur noch mit Werkzeugen von Corel betrachtet, konvertiert und bearbeitet werden.
Die Formatversion kann mittels eines Text- oder Hex-Editors herausgefunden werden. Bei Dateien, die beispielsweise mit Corel Photo-Paint 9 oder 10 geschrieben wurden, steht CPT9FILE in der ersten oder zweiten Zeile.